# Eudoxia Píriz
Eudoxía Píriz Diego (Navasfrías, Salamanca, 1893 - Granada, 1980) fue la primera mujer que se matriculó en la Facultad de Medicina de la Universidad de Granada. Hija de Pedro Píriz Alejo, maestro de educación primaria, y Mercedes Diego Viñas, comenzó sus estudios en medicina en 1912, concluyendo los mismos en 1920 y dándose de alta en 1923 en el Colegio de Médicos de Granada. Se especializó en obstetricia y ginecología.